# فرد ترامپ
فرِدریک کریست ترامپ سنیور (به انگلیسی: .Frederick Christ Trump Sr)، معروف به فِرد ترامپ (به انگلیسی: Fred Trump) (زادهٔ ۱۱ اکتبر ۱۹۰۵ – درگذشتهٔ ۲۵ ژوئن ۱۹۹۹) مجری توسعه املاک و مستغلات و سرمایه‌گذار اهل ایالات متحده آمریکا بود. او پدر دونالد ترامپ، چهل و پنجمین رئیس‌جمهور ایالات متحده، بود.
ترامپ در سال ۱۹۵۴ و دوباره در سال ۱۹۶۶ در ایالت نیویورک به دلیل سود غیرقانونی توسط سنا محاکمه شد. دونالد در سال ۱۹۷۱ رئیس این شرکت شد و هر دو در سال ۱۹۷۳ به دلیل نقض حقوق مدنی در ایالات متحده محاکمه شدند.

## کتابشناسی
- Blair, Gwenda (2015) [2000]. The Trumps: Three Generations of Builders and a Presidential Candidate (به انگلیسی). New York: Simon & Schuster. ISBN 978-1-5011-3936-9.